# Eugyra connectens
Eugyra connectens är en sjöpungsart som beskrevs av Ärnbäck 1928. Eugyra connectens ingår i släktet Eugyra och familjen kulsjöpungar. Enligt den svenska rödlistan är arten otillräckligt studerad i Sverige. Arten förekommer i Götaland. Artens livsmiljö är havet. Inga underarter finns listade i Catalogue of Life.